# Alemoor Loch
Alemoor Loch är ett vattenmagasin i Storbritannien. Det ligger i riksdelen Skottland, i den centrala delen av landet. Alemoor Loch ligger 306 meter över havet. Trakten runt Alemoor Loch består i huvudsak av gräsmarker.